# 歐內氏褶麗魚
歐內氏褶麗魚，為輻鰭魚綱鱸形目隆頭魚亞目慈鯛科的其中一種，分布於非洲馬達加斯加東北部Mananara河流域，體長可達14.7公分，棲息在底中層水域，生活習性不明。

## 擴展閱讀
維基物種上的相關：歐內氏褶麗魚